# Sverre Sigurdsson
Sverre Sigurdsson ("kong Sverre") (født omkring 1145/1151, død 9. marts 1202) var konge af Norge 1177–1202.

## Baggrund
Sverres mor hed Gunnhild og var norsk, med slægt i Hordaland. Hun giftede sig med Unas kammager, der nok kom fra Færøerne, idet hans bror Roe blev biskop dér i 1163. Sverre sagde selv, at da han blev født, gik folk ud fra, at han var søn af Unas. Det gik han også selv ud fra. Når Unas levede af at lave kamme, har familien sandsynligvis holdt til i Bergen, og der er Sverre sandsynligvis født. Som femårig blev han sendt til Færøerne og opfostret hos biskop Roe i Kirkjubøur (Kirkebø), mens Gunnhild og Unas blev i Norge. Hos sin farbror Roe blev Sverre sat i præstelære og til sidst præsteviet. Selv fortalte han, at han i sin ungdom havde været vild af sig. Han blev far til to børn, Cecilia og Sigurd; men det forekom ikke sjældent blandt præster. Efter kanonisk ret kunne ingen vies til præst, før han var 30 år. Men ifølge Sverre selv var han kun 25, da han rejste tilbage til Norge i 1176 - altså født i 1151. Da havde han været præsteviet i mindst et år. Holder man sig her til de kanoniske forskrifter, må han være født allersenest i 1145. I så fald var han ikke søn af Sigurd Munn, der selv var født i 1133 og altså kun tolv år i 1145. Enten har Sverre løjet sig yngre for at kunne udgive sig for at være søn af Sigurd Munn; eller så blev han præsteviet, før den kanoniske ret tillod det. Det kan nok være, at man på Færøerne ikke tog det så nøje - især da ikke overfor biskoppens brorsøn. Og det kan være et tegn på, at reglen om at være fyldt 30 år ikke altid blev fulgt, når reglen måtte indskærpes ved Laterankoncilet i 1179. Men ville Sverre udgive sig for at være søn af en norsk konge, havde han ikke andre at vælge mellem end Harald Gilles to sønner - Øystein Haraldsson og Sigurd Munn. Sigurd var da det fornuftigste valg, idet han var kendt for sin vidtløftighed overfor kvinder.
Sverre fortalte, at han var 24 år, før hans mor fortalte ham, at han var søn af Sigurd Munn (efter hans regnemåde i 1175). Angiveligt havde Gunnhild været på pilgrimsfærd til Rom og skriftet, at det var kong Sigurd og ikke hendes mand Unas, der var far til hendes ældste søn. Videre skulle hendes skiftefar have fundet skriftemålet så vigtigt, at han havde fremlagt det for paven. Hvis Gunnhild virkelig var i Rom, har der været tale om den kejserlige modpave, Calixtus 3. Men hans ord talte ikke i den norske kirke, der holdt sig til den kanonisk valgte pave Alexander 3., som opholdt sig syd for Rom. Det siger Sverre ikke noget om; kun at hans mor angiveligt fik pavelig ordre om at lade sønnen få kendskab til sin rigtige far. I virkeligheden gav uægte fødsel efter kanonisk ret ingen rettigheder, allermindst noget krav på kongemagt. Ti år tidligere havde den norske kirke fået ord for, at kun ægtefødte kongesønner kunne arve kronen. Hvordan den katolske kirke virkelig så på sagen, fremkommer bedst af, hvad pave Innocens 3. i 1198 skrev netop om Sverre - at han kun med vold havde vundet riget, "fordi han til skam for sin mor påstod, at han var af kongelig æt." 

## Kampen om kongemagten
Sverre tog kontakt til den ledende oprørsflok i landet, birkebeinerne, som stod uden høvding, efter at Øystein Møyla var faldet i slaget på Re. De tog Sverre til høvding, og han viste sig snart som en taktisk dygtig hærfører. I løbet af kort tid lykkedes det ham at blive hyldet som konge på Øretinget, men det tog flere år, før kongemagten var endelig sikret.
Modstanderne var kong Magnus Erlingsson og dennes far, Erling Skakke. Magnus var dattersøn af Sigurd Jorsalfar og blev støttet af kirken, som ønskede en kontrolleret arvefølge, som byggede på børn født i ægteskab. Da Magnus døde i slaget ved Fimreite, stod bisperne Nikolas og Eirik frem som Sverres argeste modstandere. De rejste deres egen krigerflok, baglerne (af norrønt bagall, fra kirkelatinens baculum, der betyder "bispestav"), og magtede at få paven til at lyse kong Sverre i band i 1194.
Striden med baglerne varede, til Sverre uventet døde i sotteseng i Bergen i 1202.

## Familie
Han var gift med Margareta Eriksdatter, datter af den svenske kong Erik den Hellige, og de fik datteren Kristina Sverresdatter.
Fra sin ungdomstid på Færøerne havde Sverre børnene Cecilia Sverresdatter og Sigurd Lavard Sverresson. Ifølge Saxo hed Sigurd Lavard oprindeligt Unas efter sin formodede farfar, men fik senere navn efter Sigurd Munn, som Sverre da udlagde som sin far. Efter en færøsk tradition regnede historikeren P.A. Munch Astrid Roesdatter som Sigurds mor, men det er usikkert.
Sigurd Lavard døde ung og efterlod sig kun sønnen Guttorm Sigurdsson (1200-1204), kong Sverres sønnesøn.

## Eftermæle
På sine mønter kaldte han sig Rex Sverus Magnus. Norske dokumenter underskrev han som Sverrir Magnus konungr. "Magnus" tog han op efter Magnus den Gode, for at fremstå som en arving efter Olav den Hellige. I den norske kongerække står Sverre helt alene med sit navn. Sverrir som det lød på gammelnorsk, var utvivlsomt et plebejernavn - ikke i brug blandt højættede familier, heller ikke benyttet i Norge i gammel tid, og kun lidt på Island. Oprindeligt må det regnes som et tilnavn: "Den svirrende", "den urolige". Sverre syntes selv, det var et upassende navn for en konge, og ville ikke have det bragt videre. Først længe efter hans død gav hans oldebarn Håkon Håkonsson den Yngre (født 1232) sin søn navnet Sverre, men drengen ("junker Sverre") døde som barn i 1260, og navnet blev ikke taget op igen. Imidlertid blev det meget populært i Norge ved starten af 1900-tallet, og Sverre har navnedag 9. marts.
Der blev i 1929 rejst en mindesten på stedet, hvor Sverre tog kongenavn: i Munkedal kommune i Bohuslen. Der er også rejst statuer af ham i Leikanger  og i Trondheim.
Hvor Bjørnstjerne Bjørnson i sit drama Kong Sverre fra 1861 så en "aandelig Stamherre", som tjente bøndernes interesser mod stormændene og "talte Rom midt imod", skildrede forfatteren Kåre Holt i sin trilogi et kynisk, brutalt magtmenneske.